# 托罗皮
托罗皮是巴西南大河州的一个市镇。总面积202.978平方公里，总人口3070人，人口密度15.1人/平方公里。